# Mosel-Saar
Mosel-Saar ist die Bezeichnung für eine der insgesamt neun Regionen des Bundeslandes Rheinland-Pfalz.

## Lage
Das Gebiet Mosel-Saar erstreckt sich von Trier, der Mosel entlang bis hin nach Koblenz. Somit fungiert dieses Gebiet unter anderem als Grenze der Regionen Hunsrück (im Süden) und Eifel (im Norden). Es weicht vom naturräumlich definierten Moseltal insofern ab, als es, je nach Gemarkung der beteiligten Gemeinden, sich zum Teil auch ins Mittelrheinische Becken erstreckt.

## Landschaft
Die Mosel sowie ihr Nebenfluss Saar bilden eine über 2000 Jahre alte Landschaft, die besonders durch den Weinbau geprägt und bekannt wurde. Auch in der heutigen Zeit wird in der Region Mosel-Saar vielerorts Wein angebaut. Besonders im Bereich der Untermosel finden sich vermehrt die für das Moseltal charakteristischen steilen Weinberge, die sogenannten „Weinbergsterrassen“. Nicht zuletzt aus diesem Grund zieht es im Sommer viele Touristen in diese Region. An der Mittel- und Obermosel verteilen sich die Weinbaugebiete an die Talhänge.
Des Weiteren gibt es an der Mosel eine Vielzahl an alten Burgen, die über dem Moseltal auf den Hängen thronen.

## Sprache
Moselfränkische Dialekte: Moselfränkisch ist eine Dialektgruppe des Mittelfränkischen. Die Mundarten werden im Bereich der Mosel vorwiegend in Rheinland-Pfalz, Luxemburg, im westlichen und nördlichen Saarland und im südlichen Ostbelgien gesprochen. Seine muttersprachlichen Sprecher werden Moselfranken genannt. Während der französischen Zeit um 1800 gingen zahlreiche Ausdrücke aus dem Nachbarland, die heute noch in der Mundart lebendig sind, in den moselfränkischen Wortschatz über. Als Beispiel sei genannt – auf der ersten Silbe betont – „Trottwa“ (trottoir, Gehweg).